# Mina nierozbrajalna
Mina nierozbrajalna – mina lądowa wyposażona w zapalnik powodujący eksplozje w przypadku próby jego usunięcia, lub zapalnik będący integralną częścią miny i niemożliwy do zdemontowania. Miny nierozbrajalne mogą być usuwane z pola minowego wyłącznie poprzez niszczenie na miejscu.